# چارلز پیتون
چارلز پیتون (انگلیسی: Charles Paton؛ ‏ ۳۱ ژوئیهٔ ۱۸۷۴ – ۱۰ آوریل ۱۹۷۰) بازیگر اهل بریتانیا بود.
از فیلم‌هایی که وی در آن‌ها نقش داشته‌است، می‌توان به باج‌گیری، پر، دختر دارای مال و منال و ماجراجویان اشاره نمود.